# Protubera brunnea
Protubera brunnea är en svampart som först beskrevs av Sanford Myron Zeller, och fick sitt nu gällande namn av Sanford Myron Zeller 1948. Protubera brunnea ingår i släktet Protubera och familjen Phallogastraceae.   Inga underarter finns listade i Catalogue of Life.